# Igreja Reformada da Nigéria
A Igreja Reformada da Nigéria ou Igreja Reformada Nigeriana (IRN) - em inglês Nigeria Reformed Church - é uma denominação cristã reformada, fundada em 1970 na Nigéria, por missionário das Congregações Reformadas.

## História

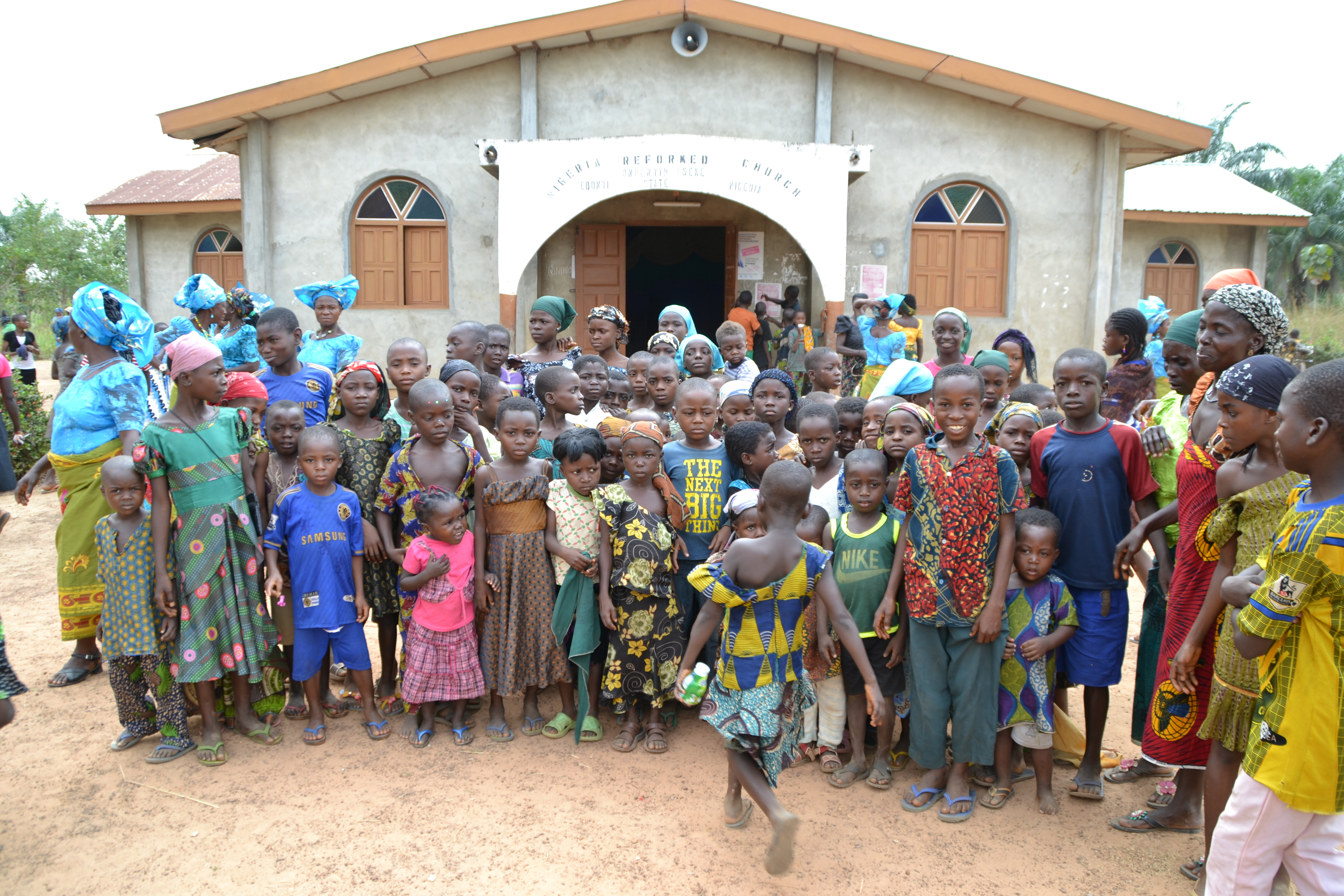
Igreja Reformada da Nigéria em Onuenyim Iseke.

Em 1970, missionários das Congregações Reformadas, uma denominação holandesa, iniciaram o trabalho missionário entre as tribos Izi, na região ao norte de Abakaliki e no estado de Anambra. Os missionários atuariam através da Missão Unida do Sudão. 
Os primeiros batismos foram celebrados em 28 de agosto de 1977, quando a primeiro igreja foi organizada. Nos anos seguintes, outras 3 igrejas foram organizadas. 
Em 15 abril de 1988, as quatro igrejas formaram uma denominação nacional, que na sua fundação tinha 17 presbíteros e 8 diáconos.
Em 2003, o missionário Jan Peter Baan, que servia a igreja, foi assassinado.
Em 2004, a denominação tinha 5 igrejas organizadas e 2.500 membros.
Em 2021, a denominação já havia crescido para 22 igrejas organizadas. Neste ano, as igrejas da denominação foram alvo de ataques terroristas, que resultaram na morte de 136 pessoas.
Em 2023, um dos pastores da Igreja Reformada da Nigéria, o Rev. Nicodemus Ude, foi sequestrado. No ano seguinte, o pastor sofreu um tentativa de assassinato.

## Doutrina
A denominação subscreve o Credo dos Apóstolos, Credo de Atanásio, Credo Niceno-Constantinopolitano, o Catecismo de Heidelberg e os Cânones de Dort.

## Relações inter eclesiásticas
A denominação é membro da membro da Comunidade de Igrejas de Cristo na Nigéria.